# Estação Barrio de la Concepción

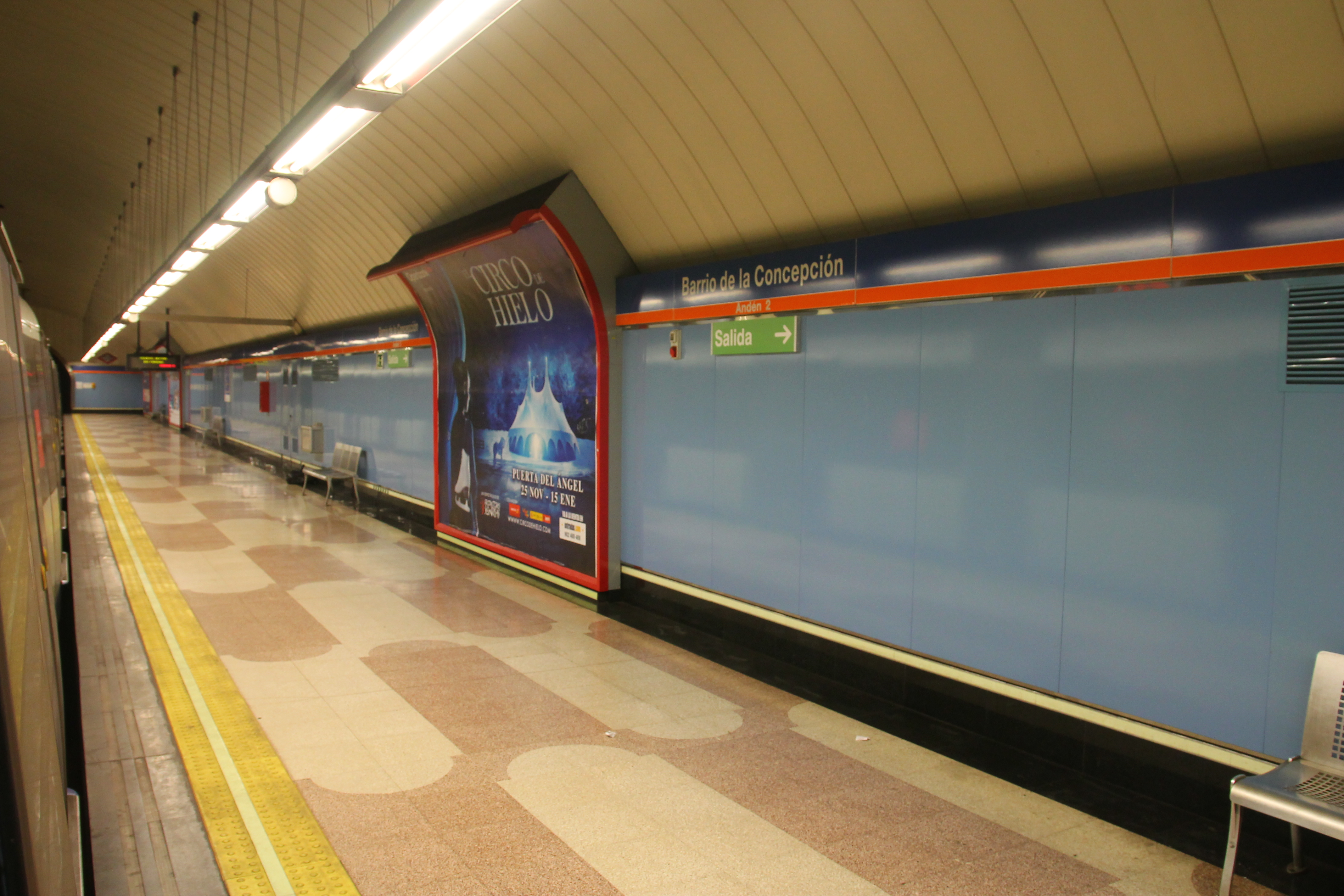
Plataforma de embarque.

Bairro de la Concepción é uma estação da Linha 7 do Metro de Madrid.